# Gmina Mače
Gmina Mače (chorw. Općina Mače) – gmina w Chorwacji, w żupanii krapińsko-zagorskiej. W 2011 roku liczyła 2534 mieszkańców.